# Monarch-osztály
A Monarch-osztályú partvédő csatahajókat 1893-ban rendelte meg a K. u. k. haditengerészet. Az SMS Budapest és SMS Wien csatahajókat a Stabilimento Tecnico Triestino, az SMS Monarchot pedig a k.u.k. Haditengerészeti Szertár (Arzenál) építette. A három csatahajó azonos tervek szerint épült.
A Monarch-osztály tagjait nem lehet igazi sorhajónak tekinteni, sokkal inkább illik rájuk a partvédő páncélos elnevezés. Méretükhöz képest viszonylag erős páncélzattal és tűzerővel rendelkeztek, azonban 17 csomós sebességük szerénynek mondható a korszak modern sorhajóihoz képest.
Az első világháborúban az V. csatahajóosztály tagjai voltak. A Cattarói-öbölben, majd 1917-től Triesztben állomásoztak. 1917 őszén a cortelazzói nehéz ütegeket lőtték. November 16-án a Budapest kapott egy találatot, de az övpáncélt nem ütötte át. A Wien-t hét találat érte, melyek kisebb sérüléseket okoztak. December 10-én éjjel két olasz MAS megközelítette a Budapest és Wien csatahajókat és torpedókat lőttek ki rájuk. Míg a Budapestet szerencsésen elkerülték a torpedók, addig Wient eltalálták. a Wien 5 perc alatt elsüllyedt. 46-an meghaltak és 17-en megsérültek. A Budapest legközelebb az SMS Árpád csatahajó és több kisebb hadihajó kíséretében újra a cortelazzói ütegeket lőtte.
Az SMS Budapest és az SMS Monarch a háború után Olaszországba kerültek, ahol lebontották őket.